# Battaglia di Myeongnyang
La battaglia di Myeongnyang fu uno scontro navale avvenuto il 26 ottobre 1597 tra la flotta giapponese e quella coreana (della dinastia Joseon) durante la campagna di invasioni giapponesi della Corea, detta anche Guerra Imjin (1592-1598).
La battaglia si svolse nello Stretto di Myeongnyang, che separa la penisola coreana dall’isola di Jindo. Si concluse con la vittoria della flotta coreana, guidata dall'ammiraglio Yi Sun-sin, su quella giapponese, guidata da Tōdō Takatora, che fu costretta alla ritirata.

## Antefatto
Negli anni compresi tra la prima invasione giapponese (1592-1593) e la seconda (1597-1598), la reputazione dell'ammiraglio Yi Sun-sin fu offuscata da accuse di disobbedienza ad ordini del governo. I suoi incredibili successi nei primi mesi di guerra avevano spinto il governo coreano a pretendere da lui ulteriori e decisive vittorie, che però non potevano essere ottenute dato che i giapponesi avevano iniziato ad evitare ogni forma di conflitto nascondendo la propria flotta.
Questa fase di stallo spinse il governo coreano a mettere sotto processo l'ammiraglio nel marzo 1597. Dopo un mese di indagini e interrogatori sotto tortura, il processo si risolse dapprima con la condanna a morte, ed in seguito con la degradazione a soldato semplice di Yi Sun-sin. Il comando della flotta coreana, composta allora da 166 navi da guerra, fu quindi assunto dall'ammiraglio Won Gyun.
Il 20 agosto 1597, spinto dal governo, Won Gyun condusse la flotta coreana ad una catastrofica sconfitta contro la flotta giapponese nei pressi del porto di Pusan. Una settimana dopo, i giapponesi contrattaccarono nella battaglia di Chilchonnyang distruggendo quasi completamente la flotta coreana e uccidendo Won Gyun.

## Preludio
Dopo aver appreso della sconfitta, il re coreano Seonjo perdonò Yi Sun-sin e lo rinominò comandante della flotta coreana, composta dalle 13 navi panakseon che erano sopravvissute alla battaglia di Chilchonnyang.
Seonjo, convinto dell'ormai inutilità della sua flotta, inviò una lettera a Yi sun-sin incaricandolo di disimpegnare i suoi uomini dalla marina e di unirli alle forze di terra guidate dal generale Kwon Yul.
A tale richiesta, l'ammiraglio Yi, consapevole dell'importanza di avere una flotta, rispose: "Vostra maestà, ho ancora 12 navi da guerra."
Incoraggiati dalla vittoria a Chilconryang, gli ammiragli giapponesi  Kurushima Michifusa, Todo Takatora, Kato Yoshiaki e Wakisaka Yasuharu salparono dal porto di Busan con una flotta di oltre 300 navi certi di poter sconfiggere l'ammiraglio Yi Sun-sin. La sconfitta della flotta coreana avrebbe permesso lo spostamento senza restrizioni di truppe e rifornimenti provenienti dal Giappone nella penisola coreana.

## La battaglia

### Preparazione
Dopo aver studiato attentamente i potenziali terreni da battaglia, l'ammiraglio Yi scelse lo stretto di Myeongnyang. Le motivazioni che lo spinsero a questa scelta furono molteplici. Lo stretto aveva correnti, vortici, mulinelli così potenti da consentire l'accesso a poche navi per volta. Le correnti, con velocità di circa 10 nodi, invertivano la loro direzione di scorrimento (nord-sud) ogni 3 ore limitando il tempo in cui la flotta giapponese poteva montare un'offensiva. Lo stretto era sufficientemente angusto da rendere impossibile qualsiasi tentativo di accerchiamento della flotta coreana da parte dei giapponesi. Infine, le vaste ombre prodotte dalle colline circostanti fornivano una sorta di occultamento della flotta coreana.
Quindi, nonostante la schiacciante inferiorità numerica, l'ammiraglio Yi utilizzò le caratteristiche fisiche del campo di battaglia in suo favore, neutralizzando il vantaggio numerico della flotta giapponese.
Alla vigilia della battaglia, l'ammiraglio Yi radunò i suoi sottufficiali per un'ultima riunione dove pronunciò le seguenti parole:

### Schieramento

#### Flotta coreana
In una lettera al generale Ming, Yi Sun-sin scrisse di essere in possesso di 13 navi da guerra e di 32 hyeopseon (협선) ovvero piccole imbarcazioni usate primariamente per la perlustrazione.
Secondo Tōdō Takatora, le navi coreane presenti alla battaglia erano 13.

#### Flotta giapponese
Nel suo diario di guerra, l'ammiraglio Yi menziona la presenza di "almeno 200 navi nemiche" e di  "133 navi da guerra nemiche".

### Scontro

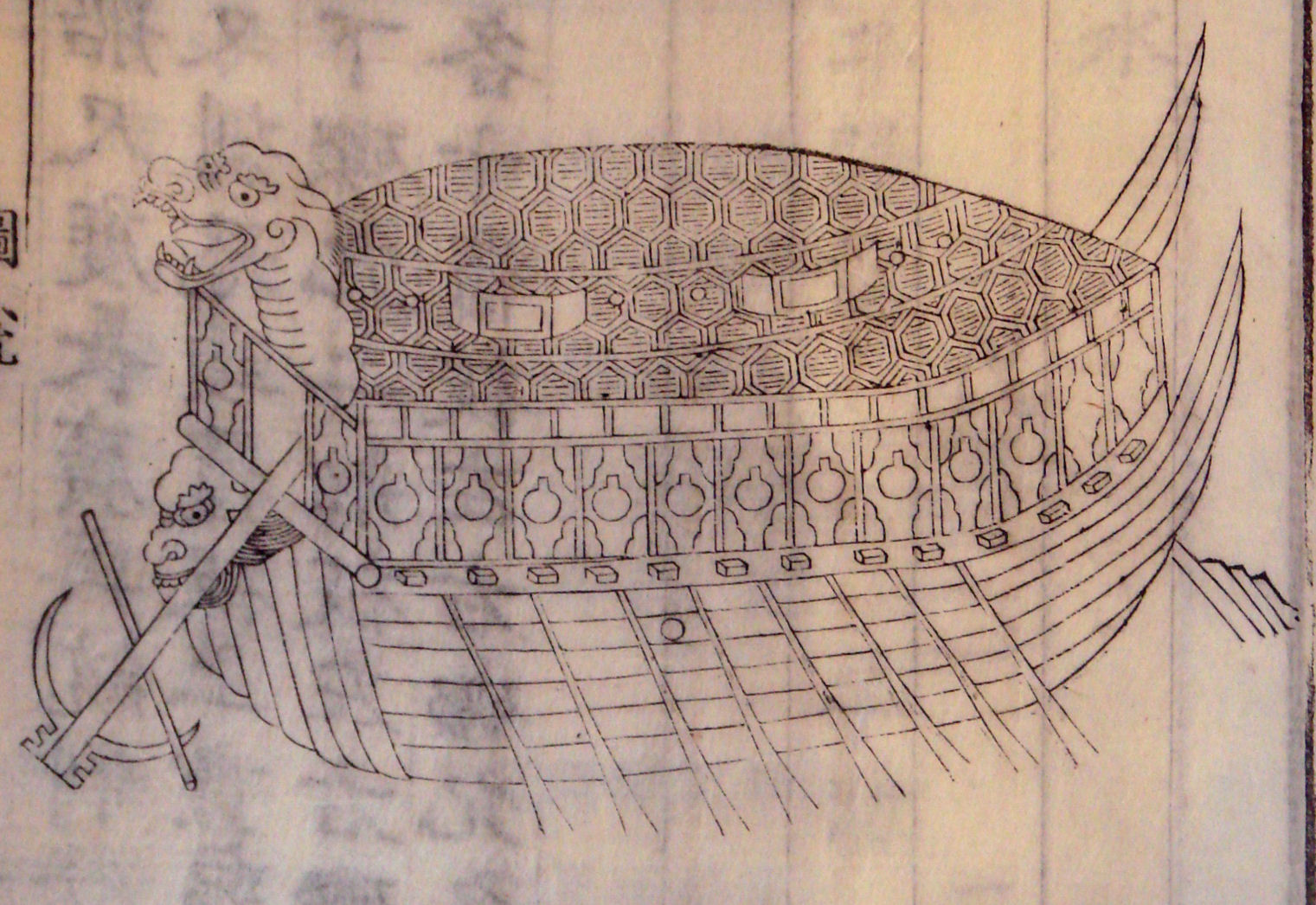
Raffigurazione di una nave testuggine coreana in una illustrazione del 1795

La mattina del 26 ottobre la flotta giapponese si schierò nella parte meridionale dello stretto. Le posizioni frontali dello schieramento giapponese erano occupate dalle navi Sekubune (navi lunghe e strette di media dimensione).
La flotta coreana si schierò nella parte settentrionale dello stretto dove gettò le ancore.
Nella fase iniziale del conflitto, solamente la nave ammiraglia di Yi attaccò, avanzando da sola contro l'avanguardia giapponese comandata da Kurushima Michifusa. Questo perché una buona parte delle truppe coreane era composta da sopravvissuti della battaglia di Chilchonryang ancora scossi e intimoriti dalla grandezza della flotta giapponese.
La veemenza con la quale Yi seppe tener testa da solo all'avanguardia avversaria, fu la scintilla che spinse le restanti navi della sua flotta a correre in suo soccorso.
La marea improvvisamente si spostò spingendo le navi giapponesi all'indietro e facendo scontrare le une con le altre.
L'ammiraglio Yi allora ordinò alle sue navi di avanzare ed attaccare, speronando 30 navi giapponesi. Lo schieramento giapponese a causa della sua foltezza e dell'angustia dello stretto divenne facile bersaglio dei cannoni coreani.
Alla fine della battaglia circa 30 navi giapponesi furono affondate.

### Rapporto ufficiale di Tōdō Takatora
Il rapporto ufficiale di Tōdō Takatora, comandante della flotta giapponese, riassunse la battaglia:

### Epilogo
Secondo Tōdō, metà dei suoi sottufficiali persero la vita o furono feriti.
Nel suo diario di guerra, Yi scrive di 30 navi giapponesi speronate e affondate, e di 2 fatalità nella sua nave ammiraglia.

## Conseguenze
La vittoria coreana permise alle armate Ming e Joseon di riorganizzarsi. Nonostante la vittoria, la flotta coreana continuava ad essere numericamente inferiore, perciò l'ammiraglio Yi si ritirò nel Mar Giallo per rifornire la sua flotta e per avere più spazio per una difesa mobile.
La vittoria, inoltre, convinse la flotta Ming, che dopo la battaglia di Chilcheollyang era stazionata in varie città portuali, ad unirsi a quella coreana.

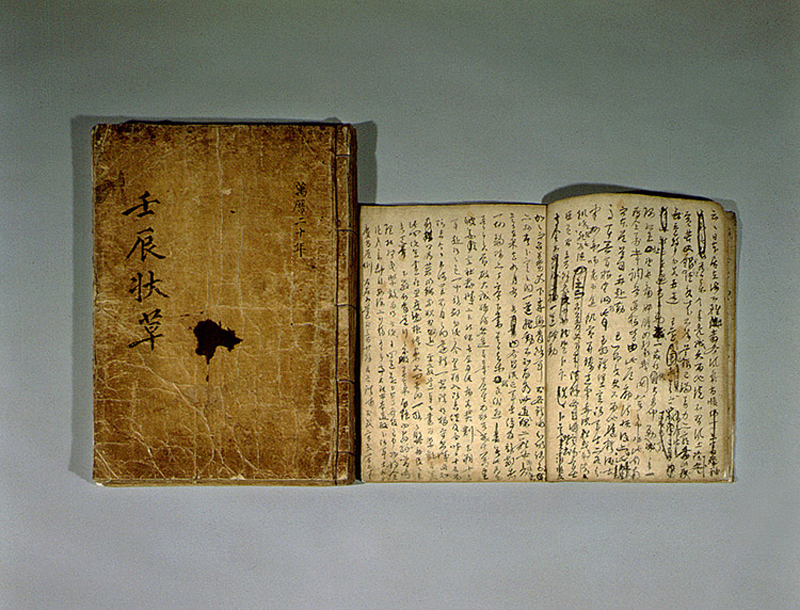
Nanjung Ilgi. Diario di guerra di Yi Sun-sin

Il 23 novembre 1597, per vendicarsi della sconfitta, i giapponesi condussero una spedizione punitiva contro il villaggio di residenza dell'ammiraglio Yi Asan. Il villaggio fu dato alle fiamme e il figlio più piccolo di Yi, Yi Myeon, fu assassinato.

## Eredità
La battaglia di Myeongnyang segnò l'apice della carriera navale di Yi Sun-sin che per la sua impresa viene considerato una leggenda coreana e uno dei più formidabili strateghi navali di tutti i tempi.
Nei secoli successivi, persino i suoi avversari, i giapponesi, ebbero per lui solo parole di lode.
Alla festa celebrativa della vittoria di Tōgō Heihachirō sulla Russia nel 1905, in risposta ad un elogio che lo paragonava a Lord Nelson e a Yi Sun-sin, Togo pronunciò le seguenti parole: " Potrebbe anche essere corretto paragonarmi a Nelson, ma non a Yi Sun-sin. Egli è così grande da risultare imparagonabile."

## La battaglia nella cultura di massa
La battaglia di Myeongnyang viene trattata nel film sudcoreano L'impero e la gloria - Roaring Currents del 2014. Il film diretto da Kim han-nim, vede nel ruolo di protagonista l'attore Choi min-sik nel ruolo di ammiraglio Yi Sun-sin.
Il film ha ottenuto nella madrepatria un enorme successo, tanto da diventare il film più visto di sempre ed il film  coi maggiori incassi nella storia del cinema sudcoreano con un guadagno pari a 132 milioni di dollari.